# Сражение при Рандее
Сражение при Рандее — вооружённый конфликт 62 года между объединенным армяно-парфянским войском во главе с царём Трдатом I и римскими легионами Кессения Пета. Один из эпизодов Римско-парфянской войны 54—64 годов.

## История
Произошло в 62 году вблизи Рандее (населённый пункт в исторической провинции Цопк, ныне на территории Турции).
Битва закончилась полным разгромом римлян и победой союзных армяно-парфянских войск.
Через несколько месяцев после битвы, в том же Рандее, был заключен мирный договор, по которому Римская империя признавала суверенитет Армении, а Трдата I — царём страны. Армении возвращались все захваченные территории (в том числе, Тигранакерт), при условии признания Трдатом себя вассалом Рима.